# ایبردرولا

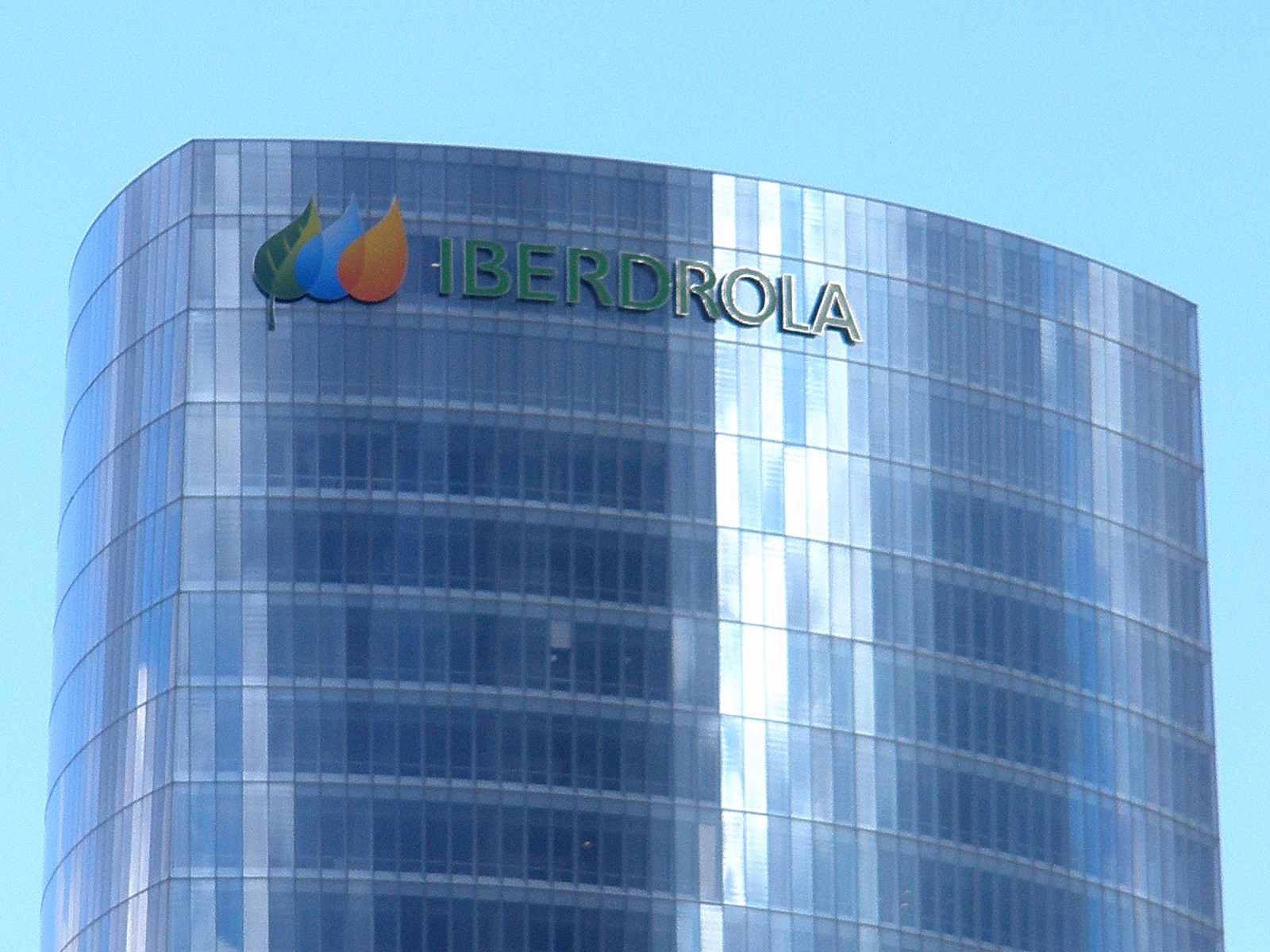
ساختمان مرکزی ایبردرولا در شهر بیلبائو

ایبردرولا (به اسپانیایی: Iberdrola) شرکت برق اسپانیایی است، که در زمینه تولید، انتقال و توزیع برق فعالیت می‌کند و به‌عنوان هفتمین شرکت بزرگ برق جهان شناخته می‌شود. دفتر مرکزی این شرکت در شهر بیلبائو، منطقه خودمختار باسک مستقر می‌باشد.
شرکت ایبردرولا دارای بیش از ۳۰ هزار کارمند است و در حدود ۳۰ میلیون مشتری، در ده‌ها کشور جهان در اختیار دارد. از شرکت‌های تابعه آن می‌توان به رنوویبلز ایبردرولا، ایبردرولا پرتغال؛ (پرتغال)، اسکاتیش پاور (اسکاتلند)، ایبردرولا ایالات متحده آمریکا (ایالات متحده)، الکترو (برزیل) و الکتروپاز (بولیوی) اشاره نمود.